# 今虞琴刊
《今虞琴刊》，或題為《今虞》，副標題為「研究古琴之專刊」，為一古琴刊物，由今虞琴社編印，民國二十六年（1937年）五月出版。為琴人有感於古琴音樂之歷史悠久和富有特色，因應時代的需要，進行交流、探討、保存、發揚而編寫。1936年十月起開始徵文，各地琴人投稿。僅發行一期。

## 內容
- 「圖畫」：琴人照片及書畫作品；
- 「記述」：琴人傳記、琴社記事；
- 「論說」；
- 「學術」：音律及指法；
- 「考證」；
- 「曲操」：
  - 〈憶故人〉，彭慶壽家傳的「理琴軒」舊藏本，亦名〈山中思故人〉、〈空山憶故人〉、傳爲蔡中郎作。太簇商調徵音、寄黃鐘均借正調彈不慢三絃、凡六段、旁註工尺，有彭慶壽、張子謙二人的後記。
  - 〈泣顏回〉，徐元白傳譜。無射均。凡三段，每段十六拍，旁註工尺，有後記，另附簡譜。
  - 〈鷗鷺忘機〉，徐元白定拍，僅工尺譜。
  - 〈秋江夜泊〉，徐元白定拍，僅工尺譜。
  - 〈靜觀吟〉，徐元白定拍，僅工尺譜。
- 「紀載」：今虞琴社社約、琴人通訊錄、收支報告書等等；
- 「介紹」：介紹古琴和琴譜；
- 「藝文」：賀辭；
- 「雜錄」。